# Santo Domingo (Equador)
Santo Domingo (também conhecida como Santo Domingo de los Colorados) é uma cidade equatoriana, capital da província de Santo Domingo de los Tsáchilas. Com uma população de 305,632 habitantes em 2012 é a quarta cidade mais populosa do Equador, depois de Guayaquil, Quito e Cuenca. Santo Domingo está localizada entre a região litorânea e a região inter-andina , portanto, é um elo entre Quito, Guayaquil, Portoviejo, Chone, Esmeraldas, Manta, Ambato, Quevedo e outras grandes cidades do país.

A cidade é o centro político da província, e um dos maiores do país, lar de grandes organizações culturais, financeiras, administrativas e comerciais. É dividido em 7 freguesias urbanas, que são subdivididas em distritos.